# Eilema androconia
Eilema androconia är en fjärilsart som beskrevs av George Francis Hampson 1904. Eilema androconia ingår i släktet Eilema och familjen björnspinnare. Inga underarter finns listade i Catalogue of Life.